# صناعات تيفا الصيدلانية
شركة تيفا للصناعات الدوائية هي شركة عالمية لصناعة الأدوية وتعتبر من كبريات شركات تصنيع الدواء في العالم، حيث بلغت قيمتها السوقية في مطلع 2011 نحو 186 مليار شيكل (50 مليار دولار أمريكي تقريبا).
تتخصص تيفا في إنتاج الأدوية الجنيسة (دواء مكافئ)، وهي الأولى عالميا في هذا المجال، وتنشط أيضا في مجال أبحاث وتطوير الأدوية. وتملك الشركة مراكز للأبحاث والتطوير والإنتاج في الولايات المتحدة و 30 دولة أوروبية ودول أخرى في العالم، ويساهم السوقان، الأمريكي والأوروبي في أكثر من 80% من مدخولاتها. .. حيث تحتل الشركة ما قيمته 20% من السوق الأمريكي لشركات الأدوية.
يرأس مجلس إدارة الشركة حاليا السيد فيليب فروست، أما مديرها التنفيذي فهو جيرمي ليفين الذي تولى منصبه عام 2012.

## النشأة
بدأت شركة تيفا مسيرتها كشركة لتجارة الأدوية في القدس سنة 1901. وفي سنة 1904 افتتحت الشركة فرعا لها في حيفا وغيرت اسمها ليصبح «س.ل.أ» وهي الأحرف الأولى لعائلات الشركاء. في ثلاثينات القرن العشرين افتتح الشركاء الثلاثة مصنعا لتصنيع الدواء سُمي «آسيا».
ومع قدوم اليهود إلى البلاد في إطار موجة الهجرة الخامسة في ثلاثينات القرن العشرين، والتي ضمت العديد من الصيادلة والكيميائيين، تم تأسيس شركات جديدة لإنتاج وتسويق الدواء ومنها شركتا «تسوري» و«تيفا»، وتمتعت هذه الشركات بالنمو والتوسع خلال سنوات الحرب العالمية الثانية، حيث زودت الجيش البريطاني في الشرق الأوسط بالأدوية والعقاقير. خلال الستينات بدأت الشركات الثلاث، «أسيا»، «تسوري» و«تيفا»، بالتعاون والعمل المُشترك إلى أن اتحدت بالكامل سنة 1976 بمبادرة من إيلي هوروفيتس الذي أصبح المدير العام للشركة المتحدة، والتي سُميت «تيفا للصناعات الدوائية».

## محطات مهمة
في مطلع الثمانينات حصلت تيفا على مصادقة إدارة الغذاء والدواء الأمريكية (إدارة الغذاء والدواء) وبدأت بتسويق أدوية جنيسة في الأسواق الأمريكية. وتم إدراجها في نفس الفترة في بورصة الناسداك للأوراق المالية. في سنة 2012 انتقلت الشركة للتداول في بورصة نيويورك.
وفي سنة 1996 حصلت «تيفا» على مصادقة إدارة الغذاء والدواء الأمريكية (FDA) لتسويق دواء «كوباكسون» لعلاج مرض التصلب اللويحي المتعدد (Multiple Sclerosis)، وكان أول دواء تطوره الشركة مع طاقم باحثين من معهد فايتسمان للعلوم، واعتبر من أفضل العلاجات لهذا المرض، حيث يُستخدم حاليا في أكثر من 50 دولة في العالم. وفي سنة 2005 أطلقت الشركة دواء جديدا من تطويرها يُدعى «إزيلكت» والمعد لعلاج مرض الباركنسون ويُسوق حاليا في 45 دولة.
على مدار السنين، اعتبر سهم شركة تيفا من أفضل الأسهم في سوق المال الأمريكية والأوروبية، نظرا لمتانة الشركة ونجاحاتها على المدى الطويل، الأمر الذي شجع العديد من المستثمرين على الاستثمار في سهم الشركة، فأصبح يُسمى «سهم الشعب»، لكن ذلك لم يمنعه من التعرض لهزات وتقلبات على مدار السنين.
بعد أن بدأت شركة الأدوية الإسرائيلية العملاقة «تيفا» بتسويق الصيغة الجنيسة لدواء الفياجرا في كندا وعدة دول أوروبية، فمن المتوقع أن تقوم ابتداءً من عام 2017 بتسويق الصيغة الجنيسة للدواء لعلاج العجز الجنسي أيضًا في الولايات المتحدة.
أصبح تسويق الصيغة الجنيسة للفياجرا في الولايات المتحدة ممكنًا بعد أن منحت الـ FDA (إدارة الغذاء والدواء الأمريكية) شركة «تيفا» موافقة مبدئية على الصيغة الجنيسة وبعد أن توصلت «تيفا» إلى اتفاق مع الشركة المصنعة للفياجرا، وهي شركة «فايزر» الأمريكية، والذي ستقوم «تيفا» بموجبه بدفع عوائد للشركة الأميركية.

## الاستحواذ على شركات
منذ الثمانينات تميزت الشركة بصفقات الاستحواذ التي قامت بها لشراء شركات دوائية في البلاد وفي الأسواق العالمية. فقد استحوذت على شركات مختلفة أهمها شركة «نوفوفارم» الكندية، «سيكور»، «إيفاكس»، «بار» و«سفالون» الأمريكية، «راتسيوفارم» الألمانية، «إيكافارم» و«أبيك» الإسرائيلية، «إينفرماسا» البيروانية، و«تايويو» اليابانية. هذه الصفقات عززت مكانة تيفا كإحدى أكبر وأهم شركات الصناعات الدوائية في العالم.